# Removille
Removille – miejscowość i gmina we Francji, w departamencie Wogezy, w regionie Lotaryngia. Według danych na rok 2006 gminę zamieszkiwały 202 osoby.